# 鳳林承章
鳳林 承章（ほうりん じょうしょう、文禄2年1月22日（1593年2月23日） - 寛文8年8月24日（1668年9月30日））は、安土桃山時代から江戸時代にかけての臨済宗の僧。

## 経歴
准大臣・勧修寺晴豊の六男。母は、刑部卿兼陰陽頭・土御門有脩の娘。兄弟に、権大納言・勧修寺光豊、蔵人頭・甘露寺経遠、参議・坊城俊昌、右京亮・阿部致康など。
禅僧となり、北山鹿苑寺（金閣寺）住持となる。寛永2年（1625年）、万年山相国寺に入り、のち第九十五世へ昇る。
後水尾上皇の出家に際し「唄師」を務め、その後も上皇との親交を深めた。
江戸時代初期の京文化（「稲庭うどん」から「京焼」のルーツまで）はもとより、政治・経済を知る上で貴重な資料となる『隔蓂記』を記した。
作品　
「『隔冥記』に現れる勧修寺家と飯山佐久間家の交わり」吉原実　同人誌「櫻坂」２８号　２０２２年4月